# فانزليبن-بورده
فانتسليبن بورده (بالألمانية: Wanzleben-Börde) هي بلدة ألمانية تقع في ساكسونيا أنهالت في ألمانيا. يقدر عدد سكانها بـ 13,082 نسمة .